# Limnophila venosa
Limnophila venosa är en tvåvingeart som beskrevs av Philippi 1866. Limnophila venosa ingår i släktet Limnophila och familjen småharkrankar. Inga underarter finns listade i Catalogue of Life.